# Neoscona crucifera
Neoscona crucifera là một loài nhện trong họ Araneidae.
Loài này thuộc chi Neoscona. Neoscona crucifera được Hippolyte Lucas miêu tả năm 1838.

## Hình ảnh

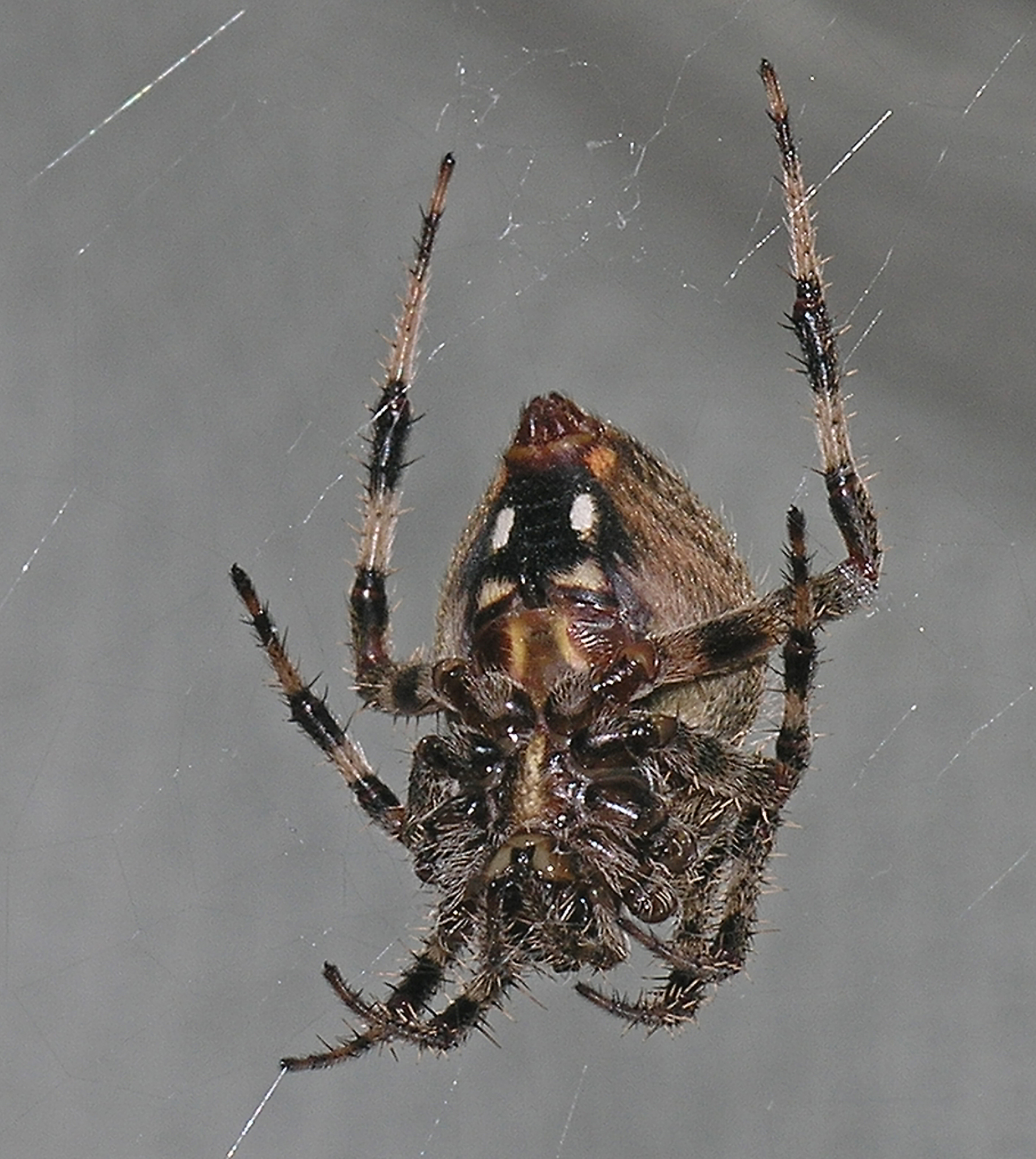
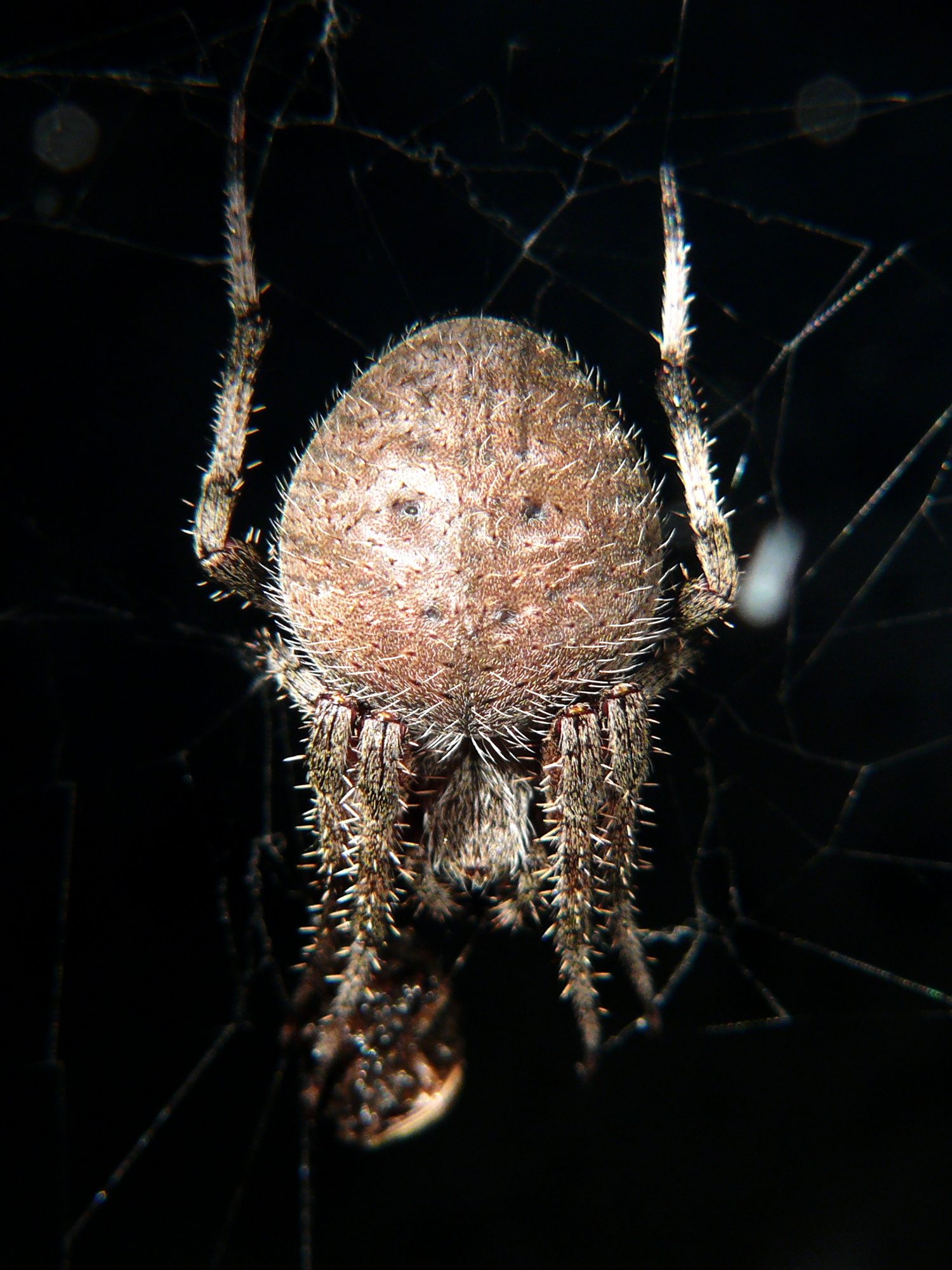
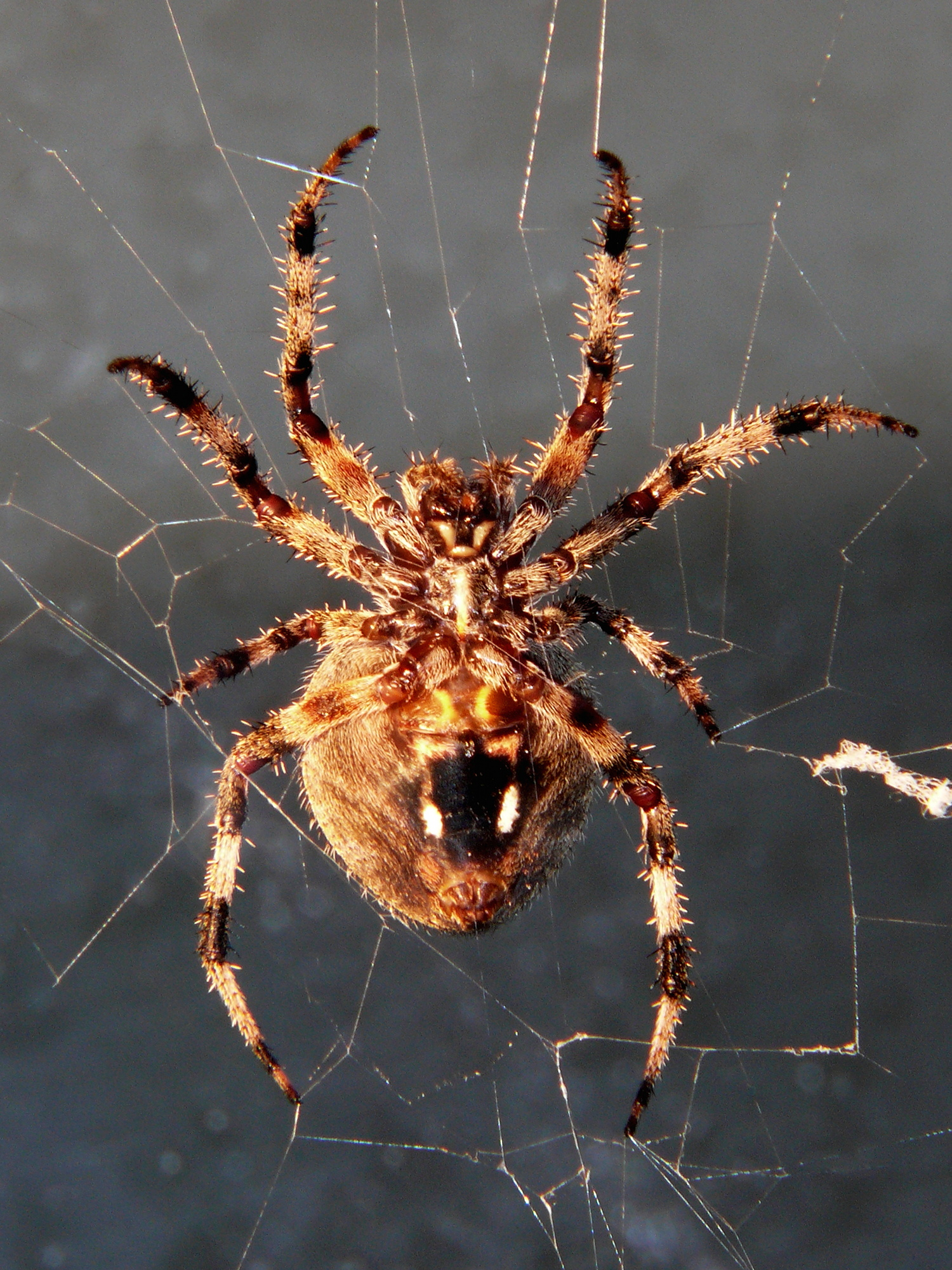